# Natuureiland Sophiapolder
Het Natuureiland Sophiapolder in de Nederlandse provincie Zuid-Holland is een eiland in de rivier de Noord en de parallelstroom de Rietbaan, een smalle aftakking van de Noord aan de kant van Hendrik-Ido-Ambacht.
De Sophiapolder ontstond in 1856, toen bankier en grondbezitter H. de Kat van Alblasserwaard in Dordrecht drie zandbanken met een dijk verbond en drooglegde. Het kreeg de naam van de toenmalige koningin der Nederlanden, Sophie van Württemberg, en bestond tot 2011 grotendeels uit weilanden en akkers. In november 2011 is de dijk doorgestoken en het eiland overgelaten aan de werking van eb en vloed. Tevoren was de bovenste grondlaag afgegraven, en zo ontstond een moerasachtig deltagebied met zoetwatergetijden. Het verbindt de Alblasserwaard met de Hoeksche Waard, en maakt daarom deel uit van de Ecologische hoofdstructuur.
De teruggave van de polder aan de natuur was een compensatie voor de aanleg van de Betuweroute, die in de Sophiaspoortunnel onder het eiland doorloopt.